# Cariblatta fossicauda
Cariblatta fossicauda är en kackerlacksart som beskrevs av Morgan Hebard 1916. Cariblatta fossicauda ingår i släktet Cariblatta och familjen småkackerlackor. Inga underarter finns listade.